# Liste der denkmalgeschützten Objekte in Třebíz
Grundlage dieser Liste der denkmalgeschützten Objekte in Třebíz ist die ÚSKP-Liste (Ústřední seznam kulturních památek České republiky, deutsch Zentrale Liste der Kulturdenkmäler der Tschechischen Republik), die von der tschechischen Denkmalschutzbehörde NPÚ (Národní památkový ústav, deutsch Nationale Denkmalbehörde) seit 1987 geführt wird und an die seit dem Jahr 1850 geschaffenen Listen anschließt.

## Denkmalgeschützte Objekte nach Ortsteilen

### Třebíz
| Lage                                        | Objekt                                 | Beschreibung | ÚSKP-Nr.                  | Bild                                   |
| ------------------------------------------- | -------------------------------------- | --- | ------------------------- | -------------------------------------- |
| Třebíz, Třebíz 1 (Standort)                 | Cífkův statek                          | Das Gehöft mit Wohnhaus und weitläufigen landwirtschaftlichen Einrichtungen wird durch eine Mauer mit Toren begrenzt. Der Kern des Gehöfts ist spätgotisch (Getreidespeicher). Das barocke Wohnhaus, geprägt von einer Giebelfassade, entstand im 18. und 19. Jahrhundert, modifizierte und erweiterte Wirtschaftsgebäude.              | 47003/2-625 Info Katalog  | Cífkův statek                          |
| Třebíz, Třebíz 2 (Standort)                 | Šubrtův statek                         | Das Gehöft, ein Wohnhaus mit einem Wirtschaftsgebäude, umgeben durch eine Mauer mit einem Tor, stammt wahrscheinlich aus der ersten Hälfte des 19. Jahrhunderts, aber einige seiner Teile sind älter (der südliche, ursprünglich bewohnte Teil des Bauernhauses).                                                                       | 34624/2-3037 Info Katalog | Šubrtův statek                         |
| Třebíz, Třebíz 63 (Standort)                | Gehöft Nr. 63 – podruží Nr. 11         | Eingeschossiges Nebenhaus mit rechteckigem Grundriss, überdacht mit einem Satteldach und bestehend aus Wohn- und Wirtschaftsteil. Getreidespeicher aus der ersten Hälfte des 18. Jahrhunderts. | 41738/2-3040 Info Katalog | Gehöft Nr. 63 – podruží Nr. 11         |
| Třebíz, Třebíz 32 (Standort)                | Gehöft Nr. 32 – Austragshaus zu Nr. 12 | Wohnhaus auf einem rechteckigen Grundriss, der zur Straße zeigt und mit einem Satteldach überdacht ist. Die oberen Räume sind über eine kurze Holzveranda zugänglich. Das Gebäude wurde in der zweiten Hälfte des 19. Jahrhunderts erbaut.                                                                                              | 23238/2-3039 Info Katalog | Gehöft Nr. 32 – Austragshaus zu Nr. 12 |
| Třebíz, im Park unter den Felsen (Standort) | Denkmal für V. B. Třebízský            | Die Statue des sitzenden Václav Beneš Třebízský ruht auf einem massiven prismatischen Sockel. Es wurde am 14. August 1892 enthüllt (das Jahr 1892 ist auf der Rückseite des Sockels eingraviert) und wurde nach dem Entwurf von František Hergessel und František Procházka erstellt.                                                   | 22596/2-624 Info Katalog  | Denkmal für V. B. Třebízský            |
| Třebíz, Třebíz 19 (Standort)                | Das Geburtshaus von V. B. Třebízský    | Mehrgeschossiges Eckhaus auf dem Grundriss eines sehr flachen asymmetrischen Buchstabens T, mit Satteldach; wertvolle Bauelemente erhalten. Das Haus wurde wahrscheinlich Ende des 19. Jahrhunderts an der Stelle älterer Gebäude erbaut.                                                                                               | 19676/2-623 Info Katalog  | weitere Bilder                         |
| Třebíz, Dorfplatz (Standort)                | Martinskapelle                         | Einschiffige Kapelle mit rechteckiger, leicht versetzter Chor- und Giebelfassade überdacht mit Walmdach, Glockenturm mit Laterne und Kuppel. Das Gebäude wurde 1754 erbaut. | 18045/2-622 Info Katalog  | weitere Bilder                         |
| Třebíz (Standort)                           | Kapelle                                | Eine kleine einfache Kapelle auf einem rechteckigen Grundriss mit einem von einer Nische durchbrochenen Giebel. Das Gebäude wurde wahrscheinlich Ende des 17. Jahrhunderts erbaut. | 15950/2-4081 Info Katalog | weitere Bilder                         |
| Třebíz, Třebíz 10 (Standort)                | Gehöft Nr. 10                          | Gutshof mit Wohnhaus, Austragshaus und Wirtschaftsgebäude. Der Kern ist ein mehrgeschossiges Gebäude auf einem rechteckigen Grundriss, dessen Giebel zum Dorfplatz zeigt und das mit einem Satteldach gedeckt ist. Die Anlage entstand im 18. und 19. Jahrhundert an der Stelle mittelalterlicher Bauten (Fragmente im Bau des Hauses). | 10674/2-3038 Info Katalog | Gehöft Nr. 10                          |
| Třebíz, Třebíz 20 (Standort)                | Haus Nr. 20                            | Ein mehrgeschossiges Reihenhaus auf einem rechteckigen Grundriss gedeckt mit einem Giebeldach mit einfachen Ziegeln. Der Kern ist bis heute ohne wesentliche Änderungen erhalten geblieben. Das Haus aus dem Jahr 1736 wurde zu Beginn des 19. Jahrhunderts. verlängert. Es wurde an der Wende vom 19. zum 20. Jahrhundert umgebaut.    | 103604 Info Katalog       | weitere Bilder                         |
| Třebíz, Třebíz 12 (Standort)                | Gehöft Nr. 12                          | Das Gehöft besteht aus einem gemauerten Wohnhaus mit Austragshaus und einer Scheune, umgeben von einer Mauer. Das heutige Erscheinungsbild ist das Ergebnis einer langen und komplexen baulichen Entwicklung vom Mittelalter bis zum 19. Jahrhundert.                                                                                   | 11539/2-4402 Info Katalog | weitere Bilder                         |